# Alfred Duncan
Joseph Alfred Duncan, född 10 mars 1993, är en ghanansk fotbollsspelare som spelar för Fiorentina.

## Klubbkarriär
Duncan kom som 17-åring till Inter sommaren 2010, men på grund av FIFAs bestämmelser anslöt han officiellt till klubben på sin 18-årsdag i mars 1993..
Duncan gjorde debut i Serie A 26 augusti 2012 mot Pescara när han hoppade in i 86:e minuten istället för Walter Gargano.
24 januari 2013 lånades Duncan ut till Serie B-klubben Livorno. Han spelade 19 matcher och gjorde ett mål under serien och sedan ytterligare tre matcher och ett mål under den playoff som tog Livorno upp i Serie A. Under sommaren 2013 återvände Duncan till Inter för försäsongslägren, men 20 augusti lånades han åter ut till Livorno.
19 juli 2014 offentliggjorde Sampdoria att klubben gjort klar med Inter om att låna Duncan under två säsonger
Den 31 januari 2020 lånades Duncan ut av Sassuolo till Fiorentina på ett låneavtal med en tvingande köpoption. Den 17 januari 2021 lånades Duncan ut av Fiorentina till Cagliari på ett låneavtal över resten av säsongen 2020/2021 och därefter med en köpoption.

## Landslagskarriär
Duncan representerade Ghana under U20-VM i Turkiet 2013, där Ghana tog brons.
Han spelade sin första a-landslags-match för Ghana 14 november 2012 mot Kap Verde.